# Élections législatives de 2017 dans le Bas-Rhin
Les élections législatives françaises de 2017 se dérouleront les 11 et 18 juin 2017. Dans le département du Bas-Rhin, neuf députés sont à élire dans le cadre de neuf circonscriptions.

## Élus
| Circonscription                                 | Député sortant    | Parti | Parti | Député élu ou réélu | Parti | Parti |
| ----------------------------------------------- | ----------------- | ----- | ----- | ------------------- | ----- | ----- |
| 1re                                             | Éric Elkouby      |       | PS    | Thierry Michels     |       | LREM  |
| 2e                                              | Philippe Bies     |       | PS    | Sylvain Waserman    |       | LREM  |
| 3e                                              | André Schneider*  |       | LR    | Bruno Studer        |       | LREM  |
| 4e                                              | Sophie Rohfritsch |       | LR    | Martine Wonner      |       | LREM  |
| 5e                                              | Antoine Herth     |       | LR    | Antoine Herth       |       | LR    |
| 6e                                              | Laurent Furst     |       | LR    | Laurent Furst       |       | LR    |
| 7e                                              | Patrick Hetzel    |       | LR    | Patrick Hetzel      |       | LR    |
| 8e                                              | Frédéric Reiss    |       | LR    | Frédéric Reiss      |       | LR    |
| 9e                                              | Claude Sturni*    |       | DVD   | Vincent Thiébaut    |       | LREM  |
| * député sortant ne se représentant pas en 2017 |                   |       |       |                     |       |       |

## Rappel des résultats départementaux des élections de 2012
| Parti          | Parti                                     | Premier tour | Premier tour | Second tour | Second tour | Sièges |
| Parti          | Parti                                     | Voix         | %            | Voix        | %           | Sièges |
| -------------- | ----------------------------------------- | ------------ | ------------ | ----------- | ----------- | ------ |
|                | Union pour un mouvement populaire         | 162 442      | 40,45        | 142 925     | 53,79       | 6      |
|                | Divers droite dont DLR, PCD               | 16 831       | 4,19         | 21 506      | 8,09        | 1      |
|                | Alliance centriste                        | 10 987       | 2,74         | 16 026      | 6,03        | 0      |
|                | Droite parlementaire                      | 190 260      | 47,38        | 180 457     | 67,91       | 7      |
|                |                                           |              |              |             |             |        |
|                | Parti socialiste                          | 65 346       | 16,27        | 53 382      | 20,09       | 2      |
|                | Europe Écologie Les Verts                 | 42 018       | 2,13         | 31 881      | 12,00       | 0      |
|                | Majorité présidentielle                   | 107 364      | 26,74        | 85 263      | 32,09       | 2      |
|                |                                           |              |              |             |             |        |
|                | Front national                            | 66 749       | 16,62        |             |             | 0      |
|                | Front de gauche                           | 12 745       | 3,17         | 0           |             |        |
|                | Mouvement démocrate                       | 7 324        | 1,82         | 0           |             |        |
|                | Divers écologiste dont LT-LNÉ, MÉI et AÉI | 5 296        | 1,32         | 0           |             |        |
|                | Régionaliste                              | 4 457        | 1,11         | 0           |             |        |
|                | Divers                                    | 4 422        | 1,10         | 0           |             |        |
|                | Extrême gauche dont LO, NPA et POI        | 2 961        | 0,74         | 0           |             |        |
|                |                                           |              |              |             |             |        |
| Inscrits       | Inscrits                                  | 748 769      | 100,00       | 564 817     | 100,00      | 9      |
| Abstentions    | Abstentions                               | 341 335      | 45,59        | 287 584     | 50,92       |        |
| Votants        | Votants                                   | 407 434      | 54,41        | 277 233     | 49,08       |        |
| Blancs et nuls | Blancs et nuls                            | 5 856        | 1,44         | 11 513      | 4,15        |        |
| Exprimés       | Exprimés                                  | 401 578      | 98,56        | 265 720     | 95,85       |        |

## Résultats de l'élection présidentielle de 2017 par circonscription
| Circonscription | 1er tour | 1er tour | 1er tour | 1er tour  |         | 2d tour | 2d tour |
| Circonscription | Macron   | Le Pen   | Fillon   | Mélenchon | Macron  | Le Pen  |         |
| --------------- | -------- | -------- | -------- | --------- | ------- | ------- | ------- |
| Circonscription |          |          |          |           |         |         |         |
| 1re             | 28,64 %  | 9,74 %   | 21,38 %  | 24,82 %   | 84,35 % | 15,65 % |         |
| 2e              | 26,54 %  | 15,69 %  | 18,34 %  | 22,84 %   | 76,52 % | 23,48 % |         |
| 3e              | 25,39 %  | 20,25 %  | 21,82 %  | 20,51 %   | 74,28 % | 25,72 % |         |
| 4e              | 25,17 %  | 21,37 %  | 25,46 %  | 13,33 %   | 67,50 % | 32,50 % |         |
| 5e              | 20,64 %  | 28,18 %  | 21,10 %  | 13,25 %   | 57,51 % | 42,49 % |         |
| 6e              | 20,85 %  | 27,40 %  | 22,59 %  | 12,75 %   | 57,95 % | 42,05 % |         |
| 7e              | 18,63 %  | 31,86 %  | 21,26 %  | 11,20 %   | 53,43 % | 46,57 % |         |
| 8e              | 18,27 %  | 32,93 %  | 21,96 %  | 9,73 %    | 52,54 % | 47,46 % |         |
| 9e              | 20,68 %  | 28,30 %  | 23,80 %  | 11,17 %   | 57,95 % | 42,05 % |         |

## Résultats

### Analyse
Ici comme ailleurs, la « vague » La République en marche ! a eu ses répercussions sur les élus après qu'en 2012, le PS a obtenu deux sièges, l'UMP six et un divers droite le neuvième.
Le parti du président obtient donc quatre députés et son allié MoDem, un cinquième député. Il était assez logique que ces partis l'emportent dans les quatre premières circonscriptions puisque Emmanuel Macron s'y était hissé en tête au premier tour de l'élection présidentielle.
Les Républicains, au vu du contexte national qui leur est plutôt défavorable, limitent les dégâts en sauvegardant quatre sièges ruraux avec des scores plutôt larges (jusqu'à 62,61 % des voix pour Patrick Hetzel).
Le Front national réalise un score particulièrement décevant, après que Marine Le Pen est arrivée en tête sur l'ensemble du département au premier tour de l'élection présidentielle : aucun candidat de son parti ne parvient à accéder au second tour, avec un score départemental de 12,8 % alors qu'il dépassait largement les 20 % en avril.
La France insoumise n'arrive non plus nulle part au second tour mais cette situation était plutôt attendue sauf dans les circonscriptions strasbourgeoises où le parti de Jean-Luc Mélenchon pouvait nourrir plus d'espoir : ce dernier était arrivé second en avril dans les trois premières circonscriptions, mais il semble que les voix de gauche se soient plus portées sur les candidats socialistes, sortants dans les deux premières circonscriptions, et écologiste, dans la troisième circonscription.
Le Parti socialiste s'effondre totalement comme presque partout en France, avec un score départemental en dessous de 4 %. Les deux sortants socialistes à Strasbourg parviennent malgré tout à accéder au second tour mais se font systématiquement battre.
On peut remarquer la performance du parti régionaliste Unser Land, qui parvient à qualifier un candidat, Gérard Simler, pour le second tour dans la cinquième circonscription. Celui-ci se fait battre avec un score honorable.

### Résultats à l'échelle du département
|                                              |                                      |                           |                           |                          |                          |  |
|                                              |                                      | Premier tour 11 juin 2017 | Premier tour 11 juin 2017 | Second tour 18 juin 2017 | Second tour 18 juin 2017 |  |
|                                              |                                      |                           |                           |                          |                          |  |
|                                              |                                      | Nombre                    | % des inscrits            | Nombre                   | % des inscrits           |  |
| Inscrits                                     | Inscrits                             | 766 790                   | 100,00                    | 766 621                  | 100,00                   |  |
| Abstentions                                  | Abstentions                          | 404 543                   | 52,76                     | 455 410                  | 59,40                    |  |
| Votants                                      | Votants                              | 362 247                   | 47,24                     | 311 211                  | 40,60                    |  |
|                                              |                                      |                           | % des votants             |                          | % des votants            |  |
| Bulletins blancs                             | Bulletins blancs                     | 4 474                     | 1,24                      | 15 517                   | 4,99                     |  |
| Bulletins nuls                               | Bulletins nuls                       | 2 142                     | 0,59                      | 7 260                    | 2,33                     |  |
| Suffrages exprimés                           | Suffrages exprimés                   | 355 631                   | 98,17                     | 288 434                  | 92,68                    |  |
|                                              |                                      |                           |                           |                          |                          |  |
| Étiquette politique                          | Étiquette politique                  | Voix                      | % des exprimés            | Voix                     | % des exprimés           |  |
|                                              |                                      |                           |                           |                          |                          |  |
|                                              | La République en marche              | 93 246                    | 26,22                     | 108 034                  | 37,46                    |  |
|                                              | Les Républicains                     | 89 685                    | 25,22                     | 129 880                  | 45,03                    |  |
|                                              | Front national                       | 45 516                    | 12,80                     |                          |                          |  |
|                                              | La France insoumise                  | 28 115                    | 7,91                      |                          |                          |  |
|                                              | Régionaliste                         | 25 093                    | 7,06                      | 16 522                   | 5,73                     |  |
|                                              | Écologiste                           | 21 009                    | 5,91                      |                          |                          |  |
|                                              | Mouvement démocrate                  | 13 695                    | 3,85                      | 14 845                   | 5,15                     |  |
|                                              | Parti socialiste                     | 12 137                    | 3,41                      | 19 153                   | 6,64                     |  |
|                                              | Divers                               | 7 682                     | 2,16                      |                          |                          |  |
|                                              | Debout la France                     | 4 661                     | 1,31                      |                          |                          |  |
|                                              | Union des démocrates et indépendants | 3 893                     | 1,09                      |                          |                          |  |
|                                              | Divers droite                        | 3 596                     | 1,01                      |                          |                          |  |
|                                              | Parti communiste français            | 2 610                     | 0,73                      |                          |                          |  |
|                                              | Extrême gauche                       | 1 932                     | 0,54                      |                          |                          |  |
|                                              | Extrême droite                       | 1 886                     | 0,53                      |                          |                          |  |
|                                              | Parti radical de gauche              | 845                       | 0,24                      |                          |                          |  |
|                                              | Divers gauche                        | 31                        | 0,01                      |                          |                          |  |
| Source : Ministère de l'Intérieur - Bas-Rhin |                                      |                           |                           |                          |                          |  |

### Résultats par circonscription

#### Première circonscription
Député sortant : Éric Elkouby (Parti socialiste).
|                                                                          | |                           |                           |                          |                          |
|                                                                          | | Premier tour 11 juin 2017 | Premier tour 11 juin 2017 | Second tour 18 juin 2017 | Second tour 18 juin 2017 |
|                                                                          | |                           |                           |                          |                          |
|                                                                          | | Nombre                    | % des inscrits            | Nombre                   | % des inscrits           |
| Inscrits                                                                 | Inscrits | 61 032                    | 100,00                    | 61 033                   | 100,00                   |
| Abstentions                                                              | Abstentions | 30 640                    | 50,20                     | 36 446                   | 59,72                    |
| Votants                                                                  | Votants | 30 392                    | 49,80                     | 24 587                   | 40,28                    |
|                                                                          | |                           | % des votants             |                          | % des votants            |
| Bulletins blancs                                                         | Bulletins blancs | 171                       | 0,56                      | 1 731                    | 7,04                     |
| Bulletins nuls                                                           | Bulletins nuls | 78                        | 0,26                      | 670                      | 2,73                     |
| Suffrages exprimés                                                       | Suffrages exprimés | 30 143                    | 99,18                     | 22 186                   | 90,23                    |
|                                                                          | |                           |                           |                          |                          |
| Candidat Étiquette politique (partis et alliances)                       | Candidat Étiquette politique (partis et alliances)                                                                        | Voix                      | % des exprimés            | Voix                     | % des exprimés           |
|                                                                          | |                           |                           |                          |                          |
|                                                                          | Thierry Michels La République en marche                                                                                   | 10 644                    | 35,31                     | 13 301                   | 59,95                    |
|                                                                          | Éric Elkouby (député sortant) Parti socialiste (Parti radical de gauche)                                                  | 4 190                     | 13,90                     | 8 885                    | 40,05                    |
|                                                                          | Jean-Marie Brom La France insoumise                                                                                       | 4 067                     | 13,49                     |                          |                          |
|                                                                          | Elsa Schalck Les Républicains (Union des démocrates et indépendants)                                                      | 3 892                     | 12,91                     |                          |                          |
|                                                                          | Abdelkarim Ramdane Europe Écologie Les Verts                                                                              | 2 158                     | 7,16                      |                          |                          |
|                                                                          | Andréa Didelot Front national                                                                                             | 1 912                     | 6,34                      |                          |                          |
|                                                                          | Sabine Hervault Régionaliste (Unser Land)                                                                                 | 664                       | 2,20                      |                          |                          |
|                                                                          | Salah Koussa Divers | 457                       | 1,52                      |                          |                          |
|                                                                          | Saber Hajem Divers (Parti égalité et justice)                                                                             | 414                       | 1,37                      |                          |                          |
|                                                                          | Agnès Lopez Divers (#MaVoix)                                                                                              | 347                       | 1,15                      |                          |                          |
|                                                                          | Hülliya Turan Parti communiste français                                                                                   | 334                       | 1,11                      |                          |                          |
|                                                                          | Marie-Françoise Hamard Divers (Parti animaliste)                                                                          | 297                       | 0,99                      |                          |                          |
|                                                                          | Salomé François-Wilser Écologiste (Mouvement écologiste indépendant - Confédération pour l'homme, l'animal et la planète) | 252                       | 0,84                      |                          |                          |
|                                                                          | Pascale Hirn Divers (Union populaire républicaine)                                                                        | 193                       | 0,64                      |                          |                          |
|                                                                          | Christophe Leprêtre Divers (Mouvement 100 % - Parti Antispéciste Citoyen pour la Transparence et l'Éthique)               | 164                       | 0,54                      |                          |                          |
|                                                                          | Salah Keltoumi Lutte ouvrière                                                                                             | 99                        | 0,33                      |                          |                          |
|                                                                          | Pacha Mobasher Divers gauche                                                                                              | 31                        | 0,10                      |                          |                          |
|                                                                          | Nina Hutt Divers (Allons enfants)                                                                                         | 28                        | 0,09                      |                          |                          |
| Source : Ministère de l'Intérieur - Première circonscription du Bas-Rhin | |                           |                           |                          |                          |

#### Deuxième circonscription
Député sortant : Philippe Bies (Parti socialiste).
|                                                                          | |                           |                           |                          |                          |
|                                                                          | | Premier tour 11 juin 2017 | Premier tour 11 juin 2017 | Second tour 18 juin 2017 | Second tour 18 juin 2017 |
|                                                                          | |                           |                           |                          |                          |
|                                                                          | | Nombre                    | % des inscrits            | Nombre                   | % des inscrits           |
| Inscrits                                                                 | Inscrits | 69 535                    | 100,00                    | 69 535                   | 100,00                   |
| Abstentions                                                              | Abstentions | 36 238                    | 52,11                     | 42 337                   | 60,89                    |
| Votants                                                                  | Votants | 33 297                    | 47,89                     | 27 198                   | 39,11                    |
|                                                                          | |                           | % des votants             |                          | % des votants            |
| Bulletins blancs                                                         | Bulletins blancs | 271                       | 0,81                      | 1 771                    | 6,51                     |
| Bulletins nuls                                                           | Bulletins nuls | 114                       | 0,34                      | 667                      | 2,45                     |
| Suffrages exprimés                                                       | Suffrages exprimés | 32 912                    | 98,84                     | 24 760                   | 91,04                    |
|                                                                          | |                           |                           |                          |                          |
| Candidat Étiquette politique (partis et alliances)                       | Candidat Étiquette politique (partis et alliances)                                                                     | Voix                      | % des exprimés            | Voix                     | % des exprimés           |
|                                                                          | |                           |                           |                          |                          |
|                                                                          | Sylvain Waserman La République en marche                                                                               | 11 539                    | 35,06                     | 14 492                   | 58,53                    |
|                                                                          | Philippe Bies (député sortant) Parti socialiste                                                                        | 4 209                     | 12,79                     | 10 268                   | 41,47                    |
|                                                                          | Christine Kaidi La France insoumise                                                                                    | 4 040                     | 12,28                     |                          |                          |
|                                                                          | Jean-Philippe Maurer Divers droite (Les Républicains diss.)                                                            | 3 596                     | 10,93                     |                          |                          |
|                                                                          | Julia Abraham Front national                                                                                           | 2 986                     | 9,07                      |                          |                          |
|                                                                          | Pascale Jurdant-Pfeiffer Union des démocrates et indépendants (Les Républicains)                                       | 2 113                     | 6,42                      |                          |                          |
|                                                                          | Leyla Binici Europe Écologie Les Verts                                                                                 | 1 424                     | 4,33                      |                          |                          |
|                                                                          | Alexandre Spinner Régionaliste (Unser Land)                                                                            | 1 238                     | 3,76                      |                          |                          |
|                                                                          | Selen Yagmur Ayyildiz Divers (Parti animaliste)                                                                        | 425                       | 1,29                      |                          |                          |
|                                                                          | Fabienne Schnitzler Écologiste (Mouvement écologiste indépendant - Confédération pour l'homme, l'animal et la planète) | 360                       | 1,09                      |                          |                          |
|                                                                          | Marie-Pierre Ponpon Parti communiste français (Ensemble !)                                                             | 292                       | 0,89                      |                          |                          |
|                                                                          | Alain Carnesecca Divers (Union populaire républicaine)                                                                 | 207                       | 0,63                      |                          |                          |
|                                                                          | Mehmet Caglar Divers (Parti égalité et justice)                                                                        | 185                       | 0,56                      |                          |                          |
|                                                                          | Yann Lucas Lutte ouvrière                                                                                              | 175                       | 0,53                      |                          |                          |
|                                                                          | Saad Brahimi Divers | 123                       | 0,37                      |                          |                          |
| Source : Ministère de l'Intérieur - Deuxième circonscription du Bas-Rhin | |                           |                           |                          |                          |

#### Troisième circonscription
Député sortant : André Schneider (Les Républicains).
|                                                                           |                                                                         |                           |                           |                          |                          |
|                                                                           |                                                                         | Premier tour 11 juin 2017 | Premier tour 11 juin 2017 | Second tour 18 juin 2017 | Second tour 18 juin 2017 |
|                                                                           |                                                                         |                           |                           |                          |                          |
|                                                                           |                                                                         | Nombre                    | % des inscrits            | Nombre                   | % des inscrits           |
| Inscrits                                                                  | Inscrits                                                                | 68 881                    | 100,00                    | 68 885                   | 100,00                   |
| Abstentions                                                               | Abstentions                                                             | 37 024                    | 53,75                     | 42 466                   | 61,65                    |
| Votants                                                                   | Votants                                                                 | 31 857                    | 46,25                     | 26 419                   | 38,35                    |
|                                                                           |                                                                         |                           | % des votants             |                          | % des votants            |
| Bulletins blancs                                                          | Bulletins blancs                                                        | 259                       | 0,81                      | 1 734                    | 6,56                     |
| Bulletins nuls                                                            | Bulletins nuls                                                          | 124                       | 0,39                      | 700                      | 2,65                     |
| Suffrages exprimés                                                        | Suffrages exprimés                                                      | 31 474                    | 98,80                     | 23 985                   | 90,79                    |
|                                                                           |                                                                         |                           |                           |                          |                          |
| Candidat Étiquette politique (partis et alliances)                        | Candidat Étiquette politique (partis et alliances)                      | Voix                      | % des exprimés            | Voix                     | % des exprimés           |
|                                                                           |                                                                         |                           |                           |                          |                          |
|                                                                           | Bruno Studer La République en marche                                    | 12 433                    | 39,50                     | 14 337                   | 59,77                    |
|                                                                           | Georges Schuler Les Républicains (Union des démocrates et indépendants) | 5 225                     | 16,60                     | 9 648                    | 40,23                    |
|                                                                           | Floriane Dupré La France insoumise                                      | 3 649                     | 11,59                     |                          |                          |
|                                                                           | Diana Garnier-Lang Front national                                       | 2 818                     | 8,95                      |                          |                          |
|                                                                           | Serge Oehler Parti socialiste (Parti radical de gauche)                 | 2 017                     | 6,41                      |                          |                          |
|                                                                           | Christelle Syllas Europe Écologie Les Verts                             | 1 852                     | 5,88                      |                          |                          |
|                                                                           | Andrée Munchenbach Régionaliste (Unser Land)                            | 1 483                     | 4,71                      |                          |                          |
|                                                                           | Julie Roesch Divers (Parti animaliste)                                  | 439                       | 1,39                      |                          |                          |
|                                                                           | Salih Caglar Divers (Parti égalité et justice)                          | 374                       | 1,19                      |                          |                          |
|                                                                           | Antoine Splet Parti communiste français                                 | 323                       | 1,03                      |                          |                          |
|                                                                           | Lucienne Anthiaume Debout la France                                     | 282                       | 0,90                      |                          |                          |
|                                                                           | Sylvie Marinet Divers (Union populaire républicaine)                    | 218                       | 0,69                      |                          |                          |
|                                                                           | Xavier Codderens Extrême droite (Union des patriotes)                   | 177                       | 0,56                      |                          |                          |
|                                                                           | Marie-Claire Lechêne Lutte ouvrière                                     | 160                       | 0,51                      |                          |                          |
|                                                                           | Yves Laybourn Divers                                                    | 24                        | 0,08                      |                          |                          |
| Source : Ministère de l'Intérieur - Troisième circonscription du Bas-Rhin |                                                                         |                           |                           |                          |                          |

#### Quatrième circonscription
Député sortant : Sophie Rohfritsch (Les Républicains).
|                                                                           | |                           |                           |                          |                          |
|                                                                           | | Premier tour 11 juin 2017 | Premier tour 11 juin 2017 | Second tour 18 juin 2017 | Second tour 18 juin 2017 |
|                                                                           | |                           |                           |                          |                          |
|                                                                           | | Nombre                    | % des inscrits            | Nombre                   | % des inscrits           |
| Inscrits                                                                  | Inscrits | 94 513                    | 100,00                    | 94 490                   | 100,00                   |
| Abstentions                                                               | Abstentions | 47 822                    | 50,60                     | 54 683                   | 57,87                    |
| Votants                                                                   | Votants | 46 691                    | 49,40                     | 39 807                   | 42,13                    |
|                                                                           | |                           | % des votants             |                          | % des votants            |
| Bulletins blancs                                                          | Bulletins blancs | 458                       | 0,98                      | 1 656                    | 4,16                     |
| Bulletins nuls                                                            | Bulletins nuls | 168                       | 0,36                      | 838                      | 2,11                     |
| Suffrages exprimés                                                        | Suffrages exprimés | 46 065                    | 98,66                     | 37 313                   | 93,73                    |
|                                                                           | |                           |                           |                          |                          |
| Candidat Étiquette politique (partis et alliances)                        | Candidat Étiquette politique (partis et alliances)                                                                     | Voix                      | % des exprimés            | Voix                     | % des exprimés           |
|                                                                           | |                           |                           |                          |                          |
|                                                                           | Martine Wonner La République en marche                                                                                 | 19 127                    | 41,52                     | 20 842                   | 55,86                    |
|                                                                           | Sophie Rohfritsch (députée sortante) Les Républicains (Union des démocrates et indépendants)                           | 10 941                    | 23,75                     | 16 471                   | 44,14                    |
|                                                                           | Thibault Manteaux Front national                                                                                       | 4 926                     | 10,69                     |                          |                          |
|                                                                           | Albert Schwartz La France insoumise                                                                                    | 3 237                     | 7,03                      |                          |                          |
|                                                                           | Morgane Keck Régionaliste (Unser Land)                                                                                 | 2 009                     | 4,36                      |                          |                          |
|                                                                           | Nathalie Palmier Europe Écologie Les Verts                                                                             | 1 685                     | 3,66                      |                          |                          |
|                                                                           | Jacques Cordonnier Extrême droite (Alsace d'abord)                                                                     | 1 039                     | 2,26                      |                          |                          |
|                                                                           | Thibaut Vinci Parti radical de gauche (Parti socialiste)                                                               | 845                       | 1,83                      |                          |                          |
|                                                                           | Michèle Trémolières Écologiste (Mouvement écologiste indépendant - Confédération pour l'homme, l'animal et la planète) | 674                       | 1,46                      |                          |                          |
|                                                                           | Éric Mouy Debout la France                                                                                             | 659                       | 1,43                      |                          |                          |
|                                                                           | Alexandra Brasleret Divers (Union populaire républicaine)                                                              | 296                       | 0,64                      |                          |                          |
|                                                                           | Yasmina Chadli Parti communiste français                                                                               | 239                       | 0,52                      |                          |                          |
|                                                                           | Patrick Arbogast Divers                                                                                                | 168                       | 0,36                      |                          |                          |
|                                                                           | Marc Baud-Berthier Lutte ouvrière                                                                                      | 139                       | 0,30                      |                          |                          |
|                                                                           | Mathieu Le Tallec Extrême gauche (Parti ouvrier indépendant démocratique)                                              | 81                        | 0,18                      |                          |                          |
| Source : Ministère de l'Intérieur - Quatrième circonscription du Bas-Rhin | |                           |                           |                          |                          |

#### Cinquième circonscription
Député sortant : Antoine Herth (Les Républicains).
|                                                                           | |                           |                           |                          |                          |
|                                                                           | | Premier tour 11 juin 2017 | Premier tour 11 juin 2017 | Second tour 18 juin 2017 | Second tour 18 juin 2017 |
|                                                                           | |                           |                           |                          |                          |
|                                                                           | | Nombre                    | % des inscrits            | Nombre                   | % des inscrits           |
| Inscrits                                                                  | Inscrits | 103 986                   | 100,00                    | 103 986                  | 100,00                   |
| Abstentions                                                               | Abstentions | 57 405                    | 55,20                     | 64 638                   | 62,16                    |
| Votants                                                                   | Votants | 46 581                    | 44,80                     | 39 348                   | 37,84                    |
|                                                                           | |                           | % des votants             |                          | % des votants            |
| Bulletins blancs                                                          | Bulletins blancs                                                                                                   | 1 342                     | 2,88                      | 2 331                    | 5,92                     |
| Bulletins nuls                                                            | Bulletins nuls | 437                       | 0,94                      | 988                      | 2,51                     |
| Suffrages exprimés                                                        | Suffrages exprimés                                                                                                 | 44 802                    | 96,18                     | 36 029                   | 91,57                    |
|                                                                           | |                           |                           |                          |                          |
| Candidat Étiquette politique (partis et alliances)                        | Candidat Étiquette politique (partis et alliances)                                                                 | Voix                      | % des exprimés            | Voix                     | % des exprimés           |
|                                                                           | |                           |                           |                          |                          |
|                                                                           | Antoine Herth (député sortant) Les Républicains (Union des démocrates et indépendants)                             | 16 842                    | 37,59                     | 19 507                   | 54,14                    |
|                                                                           | Gérard Simler Régionaliste (Unser Land)                                                                            | 7 547                     | 16,85                     | 16 522                   | 45,86                    |
|                                                                           | Éliane Klein Front national                                                                                        | 7 126                     | 15,91                     |                          |                          |
|                                                                           | Caroline Reys Europe Écologie Les Verts (Parti socialiste)                                                         | 4 059                     | 9,06                      |                          |                          |
|                                                                           | Janig Terrier La France insoumise                                                                                  | 3 739                     | 8,35                      |                          |                          |
|                                                                           | Christian Dantz Écologiste (Mouvement écologiste indépendant - Confédération pour l'homme, l'animal et la planète) | 1 482                     | 3,31                      |                          |                          |
|                                                                           | Daniel Weber Écologiste (Mouvement 100 %)                                                                          | 990                       | 2,21                      |                          |                          |
|                                                                           | Christine Beccari Debout la France                                                                                 | 975                       | 2,18                      |                          |                          |
|                                                                           | Patrick Dutter Lutte ouvrière                                                                                      | 414                       | 0,92                      |                          |                          |
|                                                                           | Christine Romanus Parti communiste français                                                                        | 414                       | 0,92                      |                          |                          |
|                                                                           | Candice Vetroff Divers (Union populaire républicaine)                                                              | 371                       | 0,83                      |                          |                          |
|                                                                           | Éric Gautier Extrême droite (Union des patriotes - Parti de la France)                                             | 308                       | 0,69                      |                          |                          |
|                                                                           | Éric Lapp-Lauth Divers                                                                                             | 283                       | 0,63                      |                          |                          |
|                                                                           | Feridun Ulusoy Divers (Parti égalité et justice)                                                                   | 252                       | 0,56                      |                          |                          |
| Source : Ministère de l'Intérieur - Cinquième circonscription du Bas-Rhin | |                           |                           |                          |                          |

#### Sixième circonscription
Député sortant : Laurent Furst (Les Républicains).
|                                                                         | |                           |                           |                          |                          |
|                                                                         | | Premier tour 11 juin 2017 | Premier tour 11 juin 2017 | Second tour 18 juin 2017 | Second tour 18 juin 2017 |
|                                                                         | |                           |                           |                          |                          |
|                                                                         | | Nombre                    | % des inscrits            | Nombre                   | % des inscrits           |
| Inscrits                                                                | Inscrits                                                                                            | 96 039                    | 100,00                    | 96 037                   | 100,00                   |
| Abstentions                                                             | Abstentions                                                                                         | 48 919                    | 50,94                     | 54 151                   | 56,39                    |
| Votants                                                                 | Votants                                                                                             | 47 120                    | 49,06                     | 41 886                   | 43,61                    |
|                                                                         | |                           | % des votants             |                          | % des votants            |
| Bulletins blancs                                                        | Bulletins blancs                                                                                    | 478                       | 1,01                      | 1 328                    | 3,17                     |
| Bulletins nuls                                                          | Bulletins nuls                                                                                      | 183                       | 0,39                      | 870                      | 2,08                     |
| Suffrages exprimés                                                      | Suffrages exprimés                                                                                  | 46 459                    | 98,60                     | 39 688                   | 94,75                    |
|                                                                         | |                           |                           |                          |                          |
| Candidat Étiquette politique (partis et alliances)                      | Candidat Étiquette politique (partis et alliances)                                                  | Voix                      | % des exprimés            | Voix                     | % des exprimés           |
|                                                                         | |                           |                           |                          |                          |
|                                                                         | Laurent Furst (député sortant) Les Républicains (Union des démocrates et indépendants)              | 16 824                    | 36,21                     | 24 843                   | 62,60                    |
|                                                                         | Guy Salomon Mouvement démocrate (La République en marche)                                           | 13 695                    | 29,48                     | 14 845                   | 37,40                    |
|                                                                         | Hombeline du Parc Front national                                                                    | 6 410                     | 13,80                     |                          |                          |
|                                                                         | Denis Gadot La France insoumise                                                                     | 2 669                     | 5,74                      |                          |                          |
|                                                                         | Jeanine Plaisant-Hermanns Régionaliste (Unser Land)                                                 | 2 395                     | 5,16                      |                          |                          |
|                                                                         | Alexandre Gonçalves Europe Écologie Les Verts                                                       | 1 860                     | 4,00                      |                          |                          |
|                                                                         | Martin Effenberger Parti socialiste                                                                 | 644                       | 1,39                      |                          |                          |
|                                                                         | Sara Chabaane Debout la France                                                                      | 561                       | 1,21                      |                          |                          |
|                                                                         | Régis Meyer Divers (Mouvement 100 % - Parti antispéciste citoyen pour la transparence et l'éthique) | 408                       | 0,88                      |                          |                          |
|                                                                         | Gilles Pfaffenhof Divers                                                                            | 277                       | 0,60                      |                          |                          |
|                                                                         | Evelyne Monteleone Divers (Union populaire républicaine)                                            | 233                       | 0,50                      |                          |                          |
|                                                                         | Roxane Ferrez Lutte ouvrière                                                                        | 202                       | 0,43                      |                          |                          |
|                                                                         | Odile Agrafeil Parti communiste français                                                            | 167                       | 0,36                      |                          |                          |
|                                                                         | Olivier Laustriat Divers (Rebâtir La France)                                                        | 114                       | 0,25                      |                          |                          |
| Source : Ministère de l'Intérieur - Sixième circonscription du Bas-Rhin | |                           |                           |                          |                          |

#### Septième circonscription
Député sortant : Patrick Hetzel (Les Républicains).
|                                                                          |                                                                                         |                           |                           |                          |                          |
|                                                                          |                                                                                         | Premier tour 11 juin 2017 | Premier tour 11 juin 2017 | Second tour 18 juin 2017 | Second tour 18 juin 2017 |
|                                                                          |                                                                                         |                           |                           |                          |                          |
|                                                                          |                                                                                         | Nombre                    | % des inscrits            | Nombre                   | % des inscrits           |
| Inscrits                                                                 | Inscrits                                                                                | 85 519                    | 100,00                    | 85 427                   | 100,00                   |
| Abstentions                                                              | Abstentions                                                                             | 44 844                    | 52,44                     | 49 699                   | 58,18                    |
| Votants                                                                  | Votants                                                                                 | 40 675                    | 47,56                     | 35 728                   | 41,82                    |
|                                                                          |                                                                                         |                           | % des votants             |                          | % des votants            |
| Bulletins blancs                                                         | Bulletins blancs                                                                        | 573                       | 1,41                      | 1 630                    | 4,56                     |
| Bulletins nuls                                                           | Bulletins nuls                                                                          | 240                       | 0,59                      | 817                      | 2,29                     |
| Suffrages exprimés                                                       | Suffrages exprimés                                                                      | 39 862                    | 98,00                     | 33 281                   | 93,15                    |
|                                                                          |                                                                                         |                           |                           |                          |                          |
| Candidat Étiquette politique (partis et alliances)                       | Candidat Étiquette politique (partis et alliances)                                      | Voix                      | % des exprimés            | Voix                     | % des exprimés           |
|                                                                          |                                                                                         |                           |                           |                          |                          |
|                                                                          | Patrick Hetzel (député sortant) Les Républicains (Union des démocrates et indépendants) | 13 463                    | 33,77                     | 20 836                   | 62,61                    |
|                                                                          | Antoinette de Santis La République en marche                                            | 10 643                    | 26,70                     | 12 445                   | 37,39                    |
|                                                                          | Virginie Joron Front national                                                           | 6 278                     | 15,75                     |                          |                          |
|                                                                          | Jean-Marie Lorber Régionaliste (Unser Land)                                             | 3 408                     | 8,55                      |                          |                          |
|                                                                          | Peter Andersen La France insoumise                                                      | 2 235                     | 5,61                      |                          |                          |
|                                                                          | Sandrine Lombard Europe Écologie Les Verts                                              | 1 740                     | 4,37                      |                          |                          |
|                                                                          | Pascale Elles Debout la France                                                          | 473                       | 1,19                      |                          |                          |
|                                                                          | Bénédicte Herrgott Parti communiste français                                            | 436                       | 1,09                      |                          |                          |
|                                                                          | Natacha Irina Ruiz Écologiste (Mouvement 100%)                                          | 397                       | 1,00                      |                          |                          |
|                                                                          | Aurélien Hary Divers (Union populaire républicaine)                                     | 255                       | 0,64                      |                          |                          |
|                                                                          | Olivier Muller-Haenel Divers (En toute liberté)                                         | 233                       | 0,58                      |                          |                          |
|                                                                          | Jeanne-Françoise Langlade Lutte ouvrière                                                | 202                       | 0,51                      |                          |                          |
|                                                                          | Mikaïl Kaya Divers (Parti égalité et justice)                                           | 99                        | 0,25                      |                          |                          |
| Source : Ministère de l'Intérieur - Septième circonscription du Bas-Rhin |                                                                                         |                           |                           |                          |                          |

#### Huitième circonscription
Député sortant : Frédéric Reiss (Les Républicains).
|                                                                          | |                           |                           |                          |                          |
|                                                                          | | Premier tour 11 juin 2017 | Premier tour 11 juin 2017 | Second tour 18 juin 2017 | Second tour 18 juin 2017 |
|                                                                          | |                           |                           |                          |                          |
|                                                                          | | Nombre                    | % des inscrits            | Nombre                   | % des inscrits           |
| Inscrits                                                                 | Inscrits | 94 590                    | 100,00                    | 94 499                   | 100,00                   |
| Abstentions                                                              | Abstentions | 50 713                    | 53,61                     | 54 358                   | 57,52                    |
| Votants                                                                  | Votants | 43 877                    | 46,39                     | 40 141                   | 42,48                    |
|                                                                          | |                           | % des votants             |                          | % des votants            |
| Bulletins blancs                                                         | Bulletins blancs                                                                                                   | 680                       | 1,55                      | 1 673                    | 4,17                     |
| Bulletins nuls                                                           | Bulletins nuls | 310                       | 0,71                      | 998                      | 2,49                     |
| Suffrages exprimés                                                       | Suffrages exprimés                                                                                                 | 42 887                    | 97,74                     | 37 470                   | 93,35                    |
|                                                                          | |                           |                           |                          |                          |
| Candidat Étiquette politique (partis et alliances)                       | Candidat Étiquette politique (partis et alliances)                                                                 | Voix                      | % des exprimés            | Voix                     | % des exprimés           |
|                                                                          | |                           |                           |                          |                          |
|                                                                          | Christian Gliech La République en marche                                                                           | 14 143                    | 32,98                     | 15 407                   | 41,12                    |
|                                                                          | Frédéric Reiss (député sortant) Les Républicains (Union des démocrates et indépendants)                            | 12 954                    | 30,20                     | 22 063                   | 58,88                    |
|                                                                          | Gérard Janus Front national                                                                                        | 7 363                     | 17,17                     |                          |                          |
|                                                                          | Gaby Hartmann Régionaliste (Unser Land)                                                                            | 3 320                     | 7,74                      |                          |                          |
|                                                                          | Manuel Ménétrier La France insoumise                                                                               | 2 039                     | 4,75                      |                          |                          |
|                                                                          | Pierre-Henri Eisenschmidt Debout la France                                                                         | 996                       | 2,32                      |                          |                          |
|                                                                          | Perrine Torrent Écologiste (Mouvement écologiste indépendant - Confédération pour l'homme, l'animal et la planète) | 764                       | 1,78                      |                          |                          |
|                                                                          | Ambroise Perrin Parti socialiste (Europe Écologie Les Verts)                                                       | 520                       | 1,21                      |                          |                          |
|                                                                          | Daniel Fischer Divers (Union populaire républicaine)                                                               | 228                       | 0,53                      |                          |                          |
|                                                                          | Gisèle Schneider Écologiste (Alliance écologiste indépendante)                                                     | 214                       | 0,50                      |                          |                          |
|                                                                          | Pascal Prévost-Bouré Parti communiste français                                                                     | 179                       | 0,42                      |                          |                          |
|                                                                          | Mehdi Benhlal Lutte ouvrière                                                                                       | 167                       | 0,39                      |                          |                          |
| Source : Ministère de l'Intérieur - Huitième circonscription du Bas-Rhin | |                           |                           |                          |                          |

#### Neuvième circonscription
Député sortant : Claude Sturni (Divers droite).
|                                                                          | |                           |                           |                          |                          |
|                                                                          | | Premier tour 11 juin 2017 | Premier tour 11 juin 2017 | Second tour 18 juin 2017 | Second tour 18 juin 2017 |
|                                                                          | |                           |                           |                          |                          |
|                                                                          | | Nombre                    | % des inscrits            | Nombre                   | % des inscrits           |
| Inscrits                                                                 | Inscrits | 92 695                    | 100,00                    | 92 729                   | 100,00                   |
| Abstentions                                                              | Abstentions | 50 994                    | 55,01                     | 56 632                   | 61,07                    |
| Votants                                                                  | Votants | 41 701                    | 44,99                     | 36 097                   | 38,93                    |
|                                                                          | |                           | % des votants             |                          | % des votants            |
| Bulletins blancs                                                         | Bulletins blancs | 507                       | 1,22                      | 1 663                    | 4,61                     |
| Bulletins nuls                                                           | Bulletins nuls | 215                       | 0,52                      | 712                      | 1,97                     |
| Suffrages exprimés                                                       | Suffrages exprimés | 40 979                    | 98,27                     | 33 722                   | 93,42                    |
|                                                                          | |                           |                           |                          |                          |
| Candidat Étiquette politique (partis et alliances)                       | Candidat Étiquette politique (partis et alliances)                                                                     | Voix                      | % des exprimés            | Voix                     | % des exprimés           |
|                                                                          | |                           |                           |                          |                          |
|                                                                          | Vincent Thiébaut La République en marche                                                                               | 14 745                    | 35,98                     | 17 210                   | 51,03                    |
|                                                                          | Étienne Wolf Les Républicains                                                                                          | 9 527                     | 23,25                     | 16 512                   | 48,97                    |
|                                                                          | Laurent Gnaedig Front national                                                                                         | 5 679                     | 13,86                     |                          |                          |
|                                                                          | Jean-Luc Leber Régionaliste (Unser Land)                                                                               | 3 030                     | 7,39                      |                          |                          |
|                                                                          | Leilla Witzmann La France insoumise                                                                                    | 2 435                     | 5,94                      |                          |                          |
|                                                                          | Vanessa Wagner Union des démocrates et indépendants                                                                    | 1 765                     | 4,31                      |                          |                          |
|                                                                          | Françoise Werckmann Écologiste (Mouvement écologiste indépendant - Confédération pour l'homme, l'animal et la planète) | 1 099                     | 2,68                      |                          |                          |
|                                                                          | Guillaume Bosshardt Debout la France                                                                                   | 708                       | 1,73                      |                          |                          |
|                                                                          | Hamid Filali Parti socialiste                                                                                          | 556                       | 1,36                      |                          |                          |
|                                                                          | Emmanuelle Lang Extrême droite (Union des Patriotes)                                                                   | 361                       | 0,88                      |                          |                          |
|                                                                          | Jean-Marc Claus Parti communiste français                                                                              | 226                       | 0,55                      |                          |                          |
|                                                                          | Tezcan Can Divers (Parti égalité et justice)                                                                           | 209                       | 0,51                      |                          |                          |
|                                                                          | Emmanuel Goepp Divers (Union populaire républicaine)                                                                   | 196                       | 0,48                      |                          |                          |
|                                                                          | Annelyse Jacquel Lutte ouvrière                                                                                        | 167                       | 0,41                      |                          |                          |
|                                                                          | David Poilevey Divers (Parti du vote blanc)                                                                            | 158                       | 0,39                      |                          |                          |
|                                                                          | Jean-Michel Delaye Extrême gauche (Parti ouvrier indépendant démocratique)                                             | 118                       | 0,29                      |                          |                          |
| Source : Ministère de l'Intérieur - Neuvième circonscription du Bas-Rhin | |                           |                           |                          |                          |